# Vicente Uribe
Vicente Uribe Galdeano, né le 30 décembre 1902 à Bilbao (Biscaye, Espagne) et mort 11 juillet 1961 à Prague (Tchécoslovaquie), est un homme politique espagnol, dirigeant du Parti communiste d'Espagne, ministre de l’Agriculture de l'Espagne républicaine de 1936 à 1939.

## Biographie
Vicente Uribe Galdeano naît le 30 décembre 1902 à Bilbao. Ouvrier métallurgiste, il adhère au Parti communiste d'Espagne (PCE) en 1923 et intègre sa direction en 1927. En 1936, il représente le PCE pour l’élaboration du manifeste du Front populaire, en vue des élections du 16 février. Il est élu député. Après le déclenchement de la guerre civile, il est nommé ministre de l’Agriculture dans le gouvernement de Francisco Largo Caballero, et de nouveau dans celui de Juan Negrín.
Après la défaite des républicains, (on note sa présence en octobre 1939 parmi les réfugiés espagnols à Lailly en Val (Loiret)), il s’exile au Mexique, où il fait partie du Secrétariat du PCE dans ce pays. Uribe est le principal dirigeant communiste de « l’exil américain » pendant la Seconde Guerre mondiale, et c’est lui qui nomme Santiago Carrillo responsable des tâches d’organisation. Après l’exclusion de Jesús Hernández en 1944, il devient numéro deux du parti (Dolores Ibárruri étant, en URSS, secrétaire général). Il quitte Mexico pour Paris en mai 1946, en même temps qu’Antonio Mije, lorsque la direction du parti s'installe en France. En 1950, le gouvernement français déclare le PCE illégal et procède à une vague d’arrestations et de contrôles. Uribe part à Prague avec Mije et Enrique Líster. En 1954, au V° Congrès, il élabore le rapport sur le programme du parti, amorçant un affrontement entre les « jeunes » menés par Carrillo et Fernando Claudín et les vétérans menés par lui-même et Dolores Ibárruri.
En février 1956, il assiste au XX° Congrès du PCUS, à la suite duquel le conflit au sein du PCE se résorbe lors du Plenum du Bureau politique tenu la même année à Bucarest, grâce à l’accord conclu entre la Pasionaria et Carrillo, accord qui entraîne la chute d’Uribe, accusé de « culte de la personnalité ». 
Rejeté de la direction du PCE, il se retire de la vie politique et meurt en exil le 11 juillet 1961, à Prague, alors en Tchécoslovaquie.